# Vlasina Okruglica
Vlasina Okruglica es un pueblo ubicado en el municipio de Surdulica, Serbia. Según el censo de 2002, el pueblo tiene una población de 163 personas.